# Where the River Runs Black
Where the River Runs Black, titulada Cuando el río se pone negro en Hispanoamérica y Cuando el río baja negro en España, es una película estadounidense de 1986 dirigida por Christopher Cain. Está protagonizada por Charles Durning, Alessandro Rabelo, Marcelo Rabelo, Peter Horton, Ajay Naidu y Conchata Ferrell.  Distribuida por Metro-Goldwyn-Mayer, la película se estrenó el 19 de septiembre de 1986 en Estados Unidos.

## Sinopsis
Trata la historia de un niño criado por delfines en el amazonas de Brasil. Un día, un grupo de pescadores matan a su madre y el se queda solo viviendo en el río amazónico. 6 años después, el joven crece y es capturado por unos pescadores y lo llevan a un orfanato con el sacerdote Mahoney (Peter Horton) y el padre O'Reilly (Charles Durning) que quieren bautizarlo con el nombre de Lazaro.

## Reparto
| Actor             | Personaje      |
| ----------------- | -------------- |
| Alessandro Rabelo | Lazaro         |
| Marcelo Rabelo    | Lazaro, 4 años |
| Charles Durning   | Padre O'reilly |
| Peter Horton      | Padre Mahoney  |
| Conchata Ferrell  | Madre Marta    |
| Ajay Naidu        | Segundo        |

- Datos: Q7993467